# Buslijn 70 (Brussel)
Bus 70 was een buslijn uitgebaat door de Brusselse vervoersmaatschappij MIVB, die tussen Flagey en Fernand Cocq reed.

## Geschiedenis
Lijnnummer 70 werd in oktober 2001 reeds toegekend aan een buslijn dat als proefproject uitgebaat werd tussen het Noordstation en Bourget. Het proefproject bestond erin om van buslijn 70 een snelbus (Express) te maken, maar werd door het gering succes stopgezet eind augustus 2002. De kenkleur van deze lijn was bordeaux. 
Naar aanleiding van de vernieuwingswerken van de Elsensesteenweg dat van start gingen op 2 mei 2017 werd buslijn 71 omgeleid via de Malibranstraat en de Troonlaan. Hierdoor werden enkele bushaltes niet meer bediend, waaronder de halte Fernand Cocq waar het gemeentehuis van Elsene ligt. Op aanvraag van de gemeente Elsene werd een tijdelijke pendeldienst in het leven geroepen. In tegenstelling tot pendeldiensten die een tram of metro vervangen, werd deze lijn uitgebaat onder het nummer 70. De werkzaamheden om de Elsensesteenweg om te bouwen tot voetgangerszone tussen Naamsepoort en Fernand Cocq werden grotendeels afgerond in juli 2018 zodat de inhuldiging kon plaatsvinden op 7 juli 2018. De inhuldiging betekende ook de terugkeer van buslijnen 54 en 71, waardoor de extra verbinding van buslijn 70 tussen Flagey en Fernand Cocq overbodig werd. De laatste bus reed op 6 juli 2018.  

## Eigenschappen
In tegenstelling tot de meeste buslijnen rijdt deze pendeldienst slechts tijdens de openingsuren van het gemeentehuis van Elsene, namelijk van maandag tot zaterdag tussen 09.00 en 16.30 uur. De bus rijdt gedurende de hele dienst om de 30 minuten en volgt een cirkelvormig traject:
- Vanuit Flagey bediend buslijn 70 het trajectdeel van buslijn 71 (richting De Brouckère) tot Fernand Cocq.
- Vanuit Fernand Cocq bediend buslijn 70 het trajectdeel van buslijn 54 (richting Vorst-Centrum (Bervoerts)) tot de halte Verlaat. Nadien volgt het tramlijn 81 via de halte Dautzenberg tot Flagey.
- De pauzes worden ingelast ter hoogte van de halte Vijvers van Elsene, dat evenzeer dient als op- en afstaphalte, hoewel deze niet vermeld wordt op de lijnfilm of reizigersinformatie.

Deze lijn wordt uitgebaat door twee Van Hool A308 bussen vanwege de manoeuvres ter hoogte van het Fernand Cocqplein. Na enkele storingen met deze tamelijk oude bussen duiken ook enkele Van Hool A330 bussen op.

## Tarief
Deze buslijn is toegankelijk voor elk vervoersbewijs van de MIVB zonder enige toeslag (cf. buslijn 12).